# 한스 틸코프스키
한스 틸코프스키(독일어: Hans Tilkowski, 1935년 7월 12일~2020년 1월 5일)는 독일의 전직 축구 선수로, 현역 시절 골키퍼로 활약했다. 그는 서독 국가대표팀 일원으로 활약하며 1966년 월드컵 결승전에 올랐지만, 잉글랜드에 패해 준우승에 만족해야 했다.

## 경력
도르트문트의 후젠 출신인 틸코프스키는 11세에 후젠 19에서 우측 미드필더로 축구를 시작했다. 그는 1949년에 카이저라우에서 골키퍼로 역할을 변경했다. 그는 1952년에 프로 무대에 첫 발을 내딛었고, 1955년에 베스트팔리아 헤어네에 합류했다. 그는 헤어네 소속으로 1959년 서부 오버리가를 우승했다. 그의 다음 행선지는 도르트문트였다. 그는 1963년부터 1957년까지 도르트문트 소속으로 서독 분데스리가 경기에 81번 출전했다. 틸코프스키는 1965년에 도르트문트 소속으로 DFB-포칼을 들어올렸고, 이듬해인 1965-66 시즌에는 유러피언 컵위너스컵을 우승했다. 그는 1965년에 독일 올해의 축구 선수로 선정되기도 했다. 틸코프스키는 1960년대 중반에 손꼽히는 정상급 수문장으로 평가받기도 했다.
틸코프스키는 1957년에 서독 국가대표팀 첫 경기를 치렀다. 그는 칠레에서 열린 1962년 월드컵에서 주전 수문장을 맡을 것으로 예상되었지만, 제프 헤어베어거는 1차전을 앞두고 그를 선발 명단에서 제외했다. 틸코프스키는 자신을 2년 동안 국가대표팀 경기에 출전시키지 못한 것에 대해 홧김에 자신의 숙소를 망가뜨렸지만, 결국 다시 차출되었다. 헤어베어거의 후임 감독인 헬무트 쇤 감독의 지도 하에, 틸코프스키는 주전 수문장으로 잉글랜드에서 열린 1966년 월드컵에 참가했다. 서독은 결승전까지 올라갔지만, 개최국에게 2-4로 패하며 준우승에 머물렀다. 이 결승전에서 잉글랜드 공격수 제프 허스트는 논란의 2번째 골을 포함해 해트트릭을 완성했다. 연장전이 시작된 지 11분이 되는 101분, 허스트가 찬 공은 위쪽 골대를 강타하고, 지면에서 튀어올라온 뒤 수비수 볼프강 베버가 걷어냈다. 그러나, 고트프리트 딘스트는 토피크 바흐라모프 부심과의 대화 끝에 골을 인정해 잉글랜드에게 2-3으로 끌려다니기 시작했다. 화보에 따르면 공은 득점선을 넘지 못한 것으로 증명된다. 다른 동료들과 다르게, 틸코프스키는 판정에도 낙심하지 않았고, 기회가 되면 판정에 결점이 있다고 위트있게 짚었다. 2009년, 그는 논란의 골을 인정하자는 주장을 한 당시의 부심인 토피크 바흐라모프의 동상을 바흐라모프의 고국인 아제르바이잔에 건립하기로 합의했다. 그는 서독 국가대표팀 일원으로 1년을 더 활약하고, 국가대표팀 주전 지위를 제프 마이어에게 내주었다.
틸코프스키는 아인트라흐트 프랑크푸르트에서 말년을 보내고 현역에서 은퇴했다.
그는 이후 뉘른베르크, 베르더 브레멘, 그리고 AEK 등의 구단 감독을 역임했다.

## 개인사
틸코프스키는 3남매의 가정 출신으로, 1935년 7월 12일에 도르트문트에서 출생했다. 그의 부친은 광부로, 폴란드를 떠나 루르 공업 지대에 구직을 위해 정착한 노동자의 후손이었다.
틸코프스키는 궁핍한 환경에서 자랐다. 유년 시절, 그는 복싱을 즐겼고, 처음에 축구를 측면 미드필더로 입문했지만, 골키퍼 자원이 부족한 선수단에서 수문장으로 자리잡았다. 그는 숙련된 문지기로 대성하여 1955년에 베스트팔리아 헤어네에 입단했다.
1959년 6월, 그는 루이제를 배우자로 맞이해, 슬하에 두 아들과 한 딸을 두었다.
틸코프스키는 오랜 투병 끝에 2020년 1월 5일, 향년 84세로 영면에 들었다.

## 수상
도르트문트
- DFB-포칼: 1964–65
- 유러피언 컵위너스컵: 1965–66
- 분데스리가 준우승: 1965–66

서독 국가대표팀
- 월드컵 준우승: 1966

개인
- 독일 올해의 축구 선수: 1965[15]